# Штефенешть (Горж)
Штефенешть, Штефенешті (рум. Ștefănești) — село у повіті Горж в Румунії. Адміністративно підпорядковане місту Тиргу-Кербунешть.
Село розташоване на відстані 208 км на захід від Бухареста, 23 км на схід від Тиргу-Жіу, 75 км на північ від Крайови.

## Населення
За даними перепису населення 2002 року у селі проживали 624 особи. Усі жителі села рідною мовою назвали румунську.
Національний склад населення села:
| Національність | Кількість осіб | Відсоток |
| -------------- | -------------- | -------- |
| румуни         | 598            | 95,8%    |
| цигани         | 26             | 4,2%     |